# Stark (New Hampshire)
Stark ist der Name einer Town im Coös County des US-Bundesstaates New Hampshire in Neuengland. Das U.S. Census Bureau hat bei der Volkszählung 2020 eine Einwohnerzahl von 478 ermittelt. Es liegt in den „Great North Woods“ im Norden des Staates. Zur Zeit der ersten Besiedlung wurde das Territorium zunächst Percy benannt, nach dem Familiennamen der Herzöge von Northumberland, und als Piercy (sic) zur unabhängigen Town, ehe es nach dem kurz zuvor verstorbenen General John Stark umbenannt wurde.

## Geographie
Stark liegt am Nordrand der White Mountains am Upper Ammonoosuc River zwischen Northumberland im Westen, Stratford und Odell im Norden, Dummer im Osten, Milan im Südosten und Kilkenny und Lancaster im Süden. Zu Stark gehören neben dem Hauptort die Einzelsiedlungen Crystal und Percy.

## Geschichte
Die Landvergabe erfolgte im Jahr 1774. Das erste Treffen der Proprietoren fand am 17. November desselben Jahres in Portsmouth statt. Der erste Siedler traf jedoch möglicherweise erst im Jahr 1782 ein, der zweite zwei Jahre darauf. 1790 hatte Stark 48 Einwohner. Am 10. Mai 1791 wurde die Gründung einer unabhängigen Gemeinde beantragt. Diesem Antrag folgte am 9. Januar 1795 die bewilligte Gründung der Town of Piercy. 1832 erfolgte die Umbenennung zu  Stark. Im gleichen Jahr wurden Grundstücke von Stratford sowie ein unabhängiger Landgrant zu Stark hinzugefügt. Umgekehrt verlor Stark im Jahr 1840 Fläche an Lancaster und 1868 an Dummer.
Die erste Kirche wurde 1810 von den Congregationalisten gebaut, sie blieb jedoch ohne größere Bedeutung. Bekannter ist die Union Church. Diese Kirche wurde nach dem Bau der Eisenbahn errichtet und war nicht konfessionsgebunden, da keine der Religionsgemeinschaften am Ort die finanziellen Mittel für ein eigenes Gotteshaus hatte. Sie wurde von Methodisten wie von Baptisten benutzt. 1846 wurde sowohl der Bau des Stadthauses beschlossen wie auch Stark in neun Schulbezirke zu unterteilen. 1873 wurde in privater Initiative eine Bibliothek und die „Stark Library Association“ gegründet. Ein Jahr später beteiligte sich die Gemeinde, und die private Bibliothek wurde deren offizielle Bücherei.

### Bevölkerungsentwicklung
| Volkszählungsergebnisse – Stark, New Hampshire | Volkszählungsergebnisse – Stark, New Hampshire | Volkszählungsergebnisse – Stark, New Hampshire | Volkszählungsergebnisse – Stark, New Hampshire | Volkszählungsergebnisse – Stark, New Hampshire | Volkszählungsergebnisse – Stark, New Hampshire | Volkszählungsergebnisse – Stark, New Hampshire | Volkszählungsergebnisse – Stark, New Hampshire | Volkszählungsergebnisse – Stark, New Hampshire | Volkszählungsergebnisse – Stark, New Hampshire | Volkszählungsergebnisse – Stark, New Hampshire |
| Jahr                                           | 1790                                           | 1800                                           | 1810                                           | 1820                                           | 1830                                           | 1840                                           | 1850                                           | 1860                                           | 1870                                           | 1880                                           |
| ---------------------------------------------- | ---------------------------------------------- | ---------------------------------------------- | ---------------------------------------------- | ---------------------------------------------- | ---------------------------------------------- | ---------------------------------------------- | ---------------------------------------------- | ---------------------------------------------- | ---------------------------------------------- | ---------------------------------------------- |
| Einwohner                                      | 48                                             | 140                                            | 211                                            | 224                                            | 284                                            | 349                                            | 418                                            | 426                                            | 464                                            | 690                                            |
| Jahr                                           | 1890                                           | 1900                                           | 1910                                           | 1920                                           | 1930                                           | 1940                                           | 1950                                           | 1960                                           | 1970                                           | 1980                                           |
| Einwohner                                      | 703                                            | 733                                            | 448                                            | 339                                            | 329                                            | 352                                            | 373                                            | 327                                            | 343                                            | 470                                            |
| Jahr                                           | 1990                                           | 2000                                           | 2010                                           | 2020                                           | 2030                                           | 2040                                           | 2050                                           | 2060                                           | 2070                                           | 2080                                           |
| Einwohner                                      | 519                                            | 516                                            | 559                                            | 478                                            |                                                |                                                |                                                |                                                |                                                |                                                |

### Camp Stark
Von Frühjahr 1944 bis Frühjahr 1946 lag bei Stark das einzige Kriegsgefangenenlager des Zweiten Weltkrieges, das es in New Hampshire gab. Es befand sich etwa 1,6 Meilen östlich der Stark Bridge. Ein ehemaliges Lager des Civilian Conservation Corps wurde zum Gefangenenlager umgerüstet. Es beherbergte etwa 250 Deutsche und Österreicher, die vorwiegend in Nordafrika und der Normandie gefangen genommen worden waren. Sie wurden in der Holzernte eingesetzt und ersetzten dort kriegsbedingt abgezogene Arbeitskräfte. Das Holz war für die „Brown Paper Company“ in Berlin bestimmt. Zivile Vorarbeiter von Brown brachten den Gefangenen das Fällen der Bäume bei. Diese hatten pro Tag ein Soll von einem Cord (ca. 3.6 Raummeter) Holz und bekamen dafür 90 Cent pro Tag. In der Messe des Camps konnten Zigaretten oder Süßigkeiten erworben werden. Flüchtlinge kamen meistens nach kurzer Zeit zurück. Einer lebte zwischenzeitlich in New York.

## Infrastruktur und Gemeindeeinrichtungen
Stark hat keine eigene Polizei, die Feuerwehr wird durch Freiwillige bemannt. Medizinische Notfallversorgung erfolgt von Groveton aus. Sowohl Wasserversorgung wie die Abwasserentsorgung ist privat mittels Brunnen und Tanks. Neben der Stark Library verfügt die Gemeinde über eine Grundschule. Weiterführender Schulbesuch erfolgt in Northumberland. Die Town of Stark ist ihr eigener größter Arbeitgeber mit 23 Beschäftigten.

### Verkehr
Die einzige Hauptstraße im Gemeindegebiet ist die New Hampshire State Route NH-110. Die Bahnstrecke wird von der St. Lawrence & Atlantic Railroad im Güterverkehr genutzt. Der nächstgelegene Flugplatz ist der Berlin Regional Airport in Milan, im Linienverkehr der Flughafen in Lebanon.

## Sehenswürdigkeiten
- Stark Bridge
- Stark Union Church